# Muzeum Sprawiedliwości i Policji w Sydney
Muzeum Sprawiedliwości i Policji w Sydney to muzeum poświęcone historii wymiaru sprawiedliwości i pracy policyjnej w Sydney, największym mieście Australii. Znajduje się w historycznym budynku sądu i komisariatu policji przy Circular Quay w centrum Sydney.

## Historia
Budynek muzeum został zaprojektowany przez znanych architektów kolonialnych: Edmunda Blacketa, Alexandra Dawsona i Jamesa Barneta. Jego konstrukcja, rozpoczęta w 1853 roku i ukończona w 1857 roku, trwała aż do 1886 roku. Początkowo obiekt pełnił funkcję biura Policji Wodnej, a także zawierał mieszkania dla personelu. Z biegiem lat budynek był wielokrotnie przebudowywany, co miało na celu dostosowanie go do rosnących potrzeb sądowych i policyjnych miasta.
Do 1913 roku siedziba Policji Wodnej została przeniesiona do Dawes Point, a budynek przy Phillip Street zaczął pełnić rolę głównego komisariatu policji, szczególnie w zakresie spraw ruchu drogowego. W tym czasie budynek przeszedł dalsze zmiany, dostosowując się do rozwijających się potrzeb policyjnych i sądowych Sydney. Obecnie, jako muzeum, budynek ten stanowi ważny element dziedzictwa kulturowego i historycznego miasta..